# Бодельсгаузен
Бодельсгаузен (нім. Bodelshausen) — громада в Німеччині, знаходиться в землі Баден-Вюртемберг. Підпорядковується адміністративному округу Тюбінген. Входить до складу району Тюбінген.
Площа — 13,82 км2. Населення становить 5771 ос. (станом на 31 грудня 2020).